# Regină

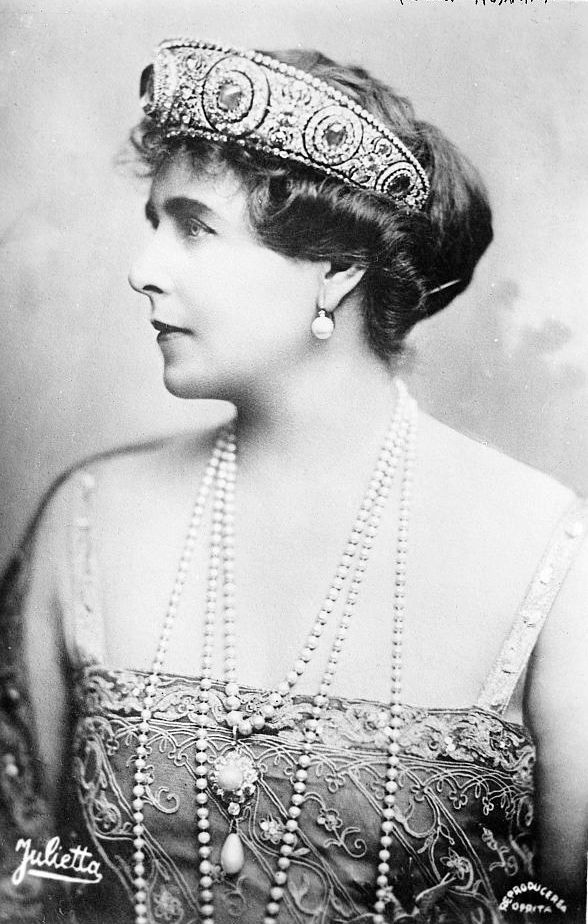
Regina Maria a României.

O regină este suverana unui regat. Poate fi regină domnitoare (care conduce) sau/și consoarta regelui.
O regină domnitoare este un monarh de sex feminin care conduce cu toate drepturile în contrast cu consoarta regelui, care este soția unui rege domnitor.
O regină este titlul unei persoane care conduce,ca teritoriu, un regat sau un imperiu. Regina titulară  este numită monarhul care nu guvernează,efectiv fiind căsătorită cu regele care guvernează,ori este conducătorul unui regat administrat de un regent , sau care există doar formal.